# Корлу, Резан
Резан Корлу (дат. Rezan Corlu; род. 7 августа 1997, Глоструп, Копенгаген) — датский футболист, полузащитник клуба «Люнгбю».

## Клубная карьера
Корлу является воспитанником академии «Брондбю». С 2014 года — игрок юношеской команды. С июля 2015 года привлекался к тренировкам с основной командой, ездил на сборы. Дебютировал 2 июля 2015 года в поединке квалификационного раунда Лиги Европы против «Ювенес/Догана», выйдя на замену на 63-й минуте вместо Лебоганга Фири и забив один из девяти мячей.
26 июля игрок дебютировал в датском чемпионате поединком против «Оденсе», выйдя на замену на 67-й минуте вместо Эндрю Хюльсагера. В августе же Корлу получил разрыв связок колена и выбыл до конца сезона.
1 августа 2017 года присоединился к итальянскому клубу «Рома», став игроком юношеской команды.
5 июля 2018 года был отдан в аренду в клуб «Люнгбю». В сезоне 2018/19 Корлу сыграл 19 матчей, забил 3 гола и помог клубу выйти в датскую Суперлигу.

## Карьера в сборной
Корлу — один из основных игроков юношеских сборных Дании различных возрастов. Принимал участие в квалификационных и элитных отборочных раундах к юношеским чемпионатам Европы, однако в финальную стадию не выходил. 12 ноября 2014 года дебютировал в юношеской сборной Дании до 19 лет в отборочном поединке против сверстников из Албании.

## Семья
Резан является младшим братом футболиста молодёжной сборной Дании, бывшего игрока юношеских команд «Брондбю» и «Копенгагена» Азада Корлу.

## Достижения

### «Брондбю»
- Чемпион Дании: 2020/21